# کمپرس گرم
کمپرس گرم روشی برای اعمال گرما به بدن است.  منابع گرمایشی می‌تواند شامل آب گرم، پدهای مایکروویو و پدهای الکتریکی یا شیمیایی باشد. برخی از روش‌های غیرمعمول می‌تواند شامل سیب‌زمینی گرم شده، برنج نپخته و تخم‌مرغ آب پز شود. رایج ترین کمپرس گرم، یک حوله یا دستمال گرم و مرطوب است. 

## کاربردها
کمپرس گرم یک درمان غیردارویی رایج است که در درمان مواردی مانند آسیب‌های ورزشی، درد دندان، بهبود زخم پس از عمل و بیماری‌های چشمی مورد استفاده قرار می‌گیرد. اعتقاد بر این است که کمپرس گرم جریان خون را بهبود می‌بخشد، اکسیژن رسانی را در بافت‌ها افزایش می‌دهد و به مدیریت التهاب کمک می‌کند. 

### برای مشکلات چشم
کمپرس گرم معمولاً برای درمان برخی از بیماری‌های چشمی مانند: 
- خشکی چشم
- چشم صورتی (التهاب ملتحمه)
- گل مژه یا شالازیون
- تورم پلک (بلفاریت)
- اختلال عملکرد غده میبومین [۳]
- اسپاسم یا درد عضلانی

### برای آسیب به ماهیچه یا مفصل
برای آسیب‌های عضلانی و مفصلی، جایگزینی کمپرس سرد و گرم برای مدیریت التهاب رایج است. داروهای ضد التهابی غیر استروئیدی و کورتیکواستروئیدها نیز ممکن است به همراه استفاده شوند. 

## آتروپات
آتروپات یک وسیله‌ی گرم‌کننده‌ی فوری است که برای ایجاد گرما در شرایط مختلف مورد استفاده قرار می‌گیرد. این وسیله به دلیل قابلیت ارائه‌ی گرمای سریع و آسان، برای بسیاری از کاربردها از جمله فعالیت‌های فضای باز، موقعیت‌های اضطراری و همچنین به عنوان یک منبع گرمایی قابل حمل در سفرها و کمپینگ بسیار مفید و کاربردی است. تفاوت آتروپات اینست که با دکمه ای مخصوص فعال میشوند و بعضی قابلیت بازمصرفی دارند.